# 打倒
| ウィキペディアには「打倒」という見出しの百科事典記事はありません（タイトルに「打倒」を含むページの一覧/「打倒」で始まるページの一覧）。 代わりにウィクショナリーのページ「打倒」が役に立つかもしれません。 |